# Taschachhaus
Taschachhaus je horská chata v rakouských Alpách. Je spravována sekcí Mnichov Německého alpského spolku. Postavena je na skalnatém svahu nad morénami ledovců Taschachferner a Sexegertenferner, které v současné době ustoupily vysoko nad úroveň chaty. Chata je v zimě i v létě východiskem na Wildspitze, nejvyšší horu Ötztalských Alp.
Chata nabízí 38 lůžek v pokojích a 87 lůžek ve společných noclehárnách. V zimě je otevřený vedlejší zimní domek bez obsluhy s 28 lůžky. Část domu s obsluhou je otevřena od poloviny června do poloviny září. Zimní domek je k dispozici všem příchozím v zimě a na jaře.

## Historie
První ochranná turistická chatka byla postavena během dvou sezon 1873 - 1874 jako třetí horská chata spojených německých a rakouských alpských spolků. V letech 1898 - 1899 byl Taschachhaus nově postaven sekcí Frankfurt Německého alpského spolku. Modernizace a rozšíření chaty proběhlo dále v letech 1969, 1980 a 2005 - 2008. Samostatný samoobslužný domek pro zimní pobyt byl postaven roku 1999.

## Poloha
Chata Taschachhaus stojí ve výšce 2434 m n. m. v pohoří Ötztalské Alpy, v údolí potoka Taschachtalbach nad obcí Mittelberg v Tyrolsku v Rakousku.
Chata byla postavena nad soutokem ledovců na travnato-skalnaté plošině. V současnosti končí oba ledovce daleko nad chatou. Ledovec Taschachferner dlouze stéká zpod Wildspitze a Sexegertenfer se komplikovaně rozléhá v několika menších údolích pod Sexegertenspitze. Oba spojené ledovce sahaly v době výstavby chaty hluboko do údolí směrem pod dnešní stanici nákladní lanovky.

## Příjezd
- Autem nebo autobusem k dolní stanici podzemní kolejové lanovky na lyžařský ledovec Pitztal v Mittelbergu.

## Výstup
- Od parkoviště v Pitztalu (1700 m n. m.) se jde po sjezdovce okolo restaurace Taschachalpe (1785 m n. m.), pod ní se přejde po mostě na východní břeh potoka Taschachbach a po široké cestě se mírně stoupá k dolní stanici nákladní lanovky (2043 m n. m.). Až sem jezdí v létě terénní auta se zásobami a je možné objednat dopravu batohů. Odtud je nutno podle sněhové situace zvolit prudký výstup k Taschachhaus starou nebo novou stezkou (3:30 hodiny).
- V zimě se používá také sjezd od lanovek na Pitztalu po ledovci Taschachferner a následný výstup k chatě (1:30 hodiny).

## Túry, výstupy na vrcholky
- Wildspitze (3768 m) 4:30 hodiny
- Bliggspitze (3454 m) 3:30 hodiny
- Sexegertenspitze (3350 m) 3:00 hodiny

- přechod na chatu Gepatschhaus (1925 m) 4:30 hodin
- přechod na chatu Breslauer Hütte (2844 m) 6:00 hodin
- přechod na chatu Vernagthütte (2755 m) 5:30 hodin
- přechod na chatu Riffelseehütte (2293 m) 3:00 hodin